# Laura Palmer
Laura Palmer es el personaje ficticio en torno al que gira la trama de la popular serie de televisión Twin Peaks realizada por David Lynch y Mark Frost. Emitida por primera vez en el canal estadounidense ABC de 1990 a 1991 Twin Peaks se convirtió pronto en un fenómeno cultural que se considera un revulsivo en las producciones para la pequeña pantalla.
Encarnada por la actriz Sheryl Lee el éxito de la serie, basada en paralelismos entre lo onírico y lo real, hizo de Laura Palmer uno de los más representativos de la década en la pequeña pantalla. La pregunta "¿Quién mató a Laura Palmer?" sigue siendo una coletilla muy utilizada. Su primera aparición tuvo lugar en el episodio piloto (denominado "00") ubicado temporalmente en una mañana del 24 de febrero de 1989 en el que aparece muerta, envuelta en un plástico, junto a la orilla del lago Black en la localidad de Twin Peaks.

## En la cultura popular
Argentina
- En Argentina, durante los primeros años de la década de los 90, existió un grupo musical con un nombre inspirado en los personajes de la serie Twin Peaks. Se trató de Leland Palmer jazz band, inspirado el nombre en Leland, el padre de Laura Palmer.
- El músico argentino Ale Siniestro tiene una canción llamada «Quien mató a Laura Palmer» en su disco ¿Hay Vida antes de la muerte?.

Chile
- El grupo corista que acompaña a la cantante chilena Fakuta en sus presentaciones en vivo se denomina "The Laura Palmers".
- Existe una compañía de teatro documental que trabaja sus puestas en escena con multimedia que se llama Laura Palmer.

España
- En Córdoba existe un grupo de música que tiene por nombre Laura Palmer. Hacen música indie pop.
- Megabeat es grupo valenciano de música electrónica de principios de los 90 que posee varios temas dedicados a Laura Palmer, poseen un LP llamado Fuego camina conmigo (en referencia a la película que se hizo de la serie), con canciones como «Fuego camina conmigo», «Twin beats» o «¿Sabe ya quien mató a Laura Palmer?» incluido en su álbum Megabeat 5.
- Manos de Topo, grupo indie español, la utiliza la coletilla "quien mató a Laura Palmer" en la canción «Vacaciones en Corea del Norte».
- Nega, rapero español, en una de las frases de la canción «Días de vino y rosas» (Geometría & Angustia - 2008) dice:

"[...]No me pidas que me calme; Vale lo confieso yo maté a Laura Palmer. Cuando la palme incinerarme, Un billete de 50 una botella de Larios, Igual hay un after en el otro barrio.[...]"
Nega

- Stained Blood, banda de deathcore español, hizo un diseño de camiseta con la cara de Laura Palmer y el logo del grupo.

- El grupo español de Rap Violadores del Verso tiene una canción en colaboración con Elphomega llamada «Fuego Camina conmigo» en referencia a la película que se hizo de Twin Peaks.

Estados Unidos
- Marilyn Manson tiene una canción llamada «Wrapped In Plastic», en honor al personaje de Laura Palmer en Twin Peaks. Al inicio del tema, pueden escucharse los gritos de Laura.
- Moby obtuvo su primer éxito como compositor de música electrónica con «Go», una canción progresiva que usaba la línea de Laura Palmer en la serie de televisión. La canción alcanzó el top 10 británico en octubre de 1991, y le hizo ganar una aparición en Top of the Pops. En 1993, gracias al ascendente éxito, fue de gira con The Prodigy, Orbital y Aphex Twin.
- El grupo estadounidense Surf Curse tiene una canción llama «Fire walk with me» en la cual mencionan la muerte de Laura Palmer.

- El grupo Xiu Xiu interpreta «Laura Palmer's Theme» en su tributo Xiu Xiu Plays The Music of Twin Peaks.

Finlandia
- El grupo de Doom metal Swallow the Sun incluye la canción «The Ghost of Laura Palmer» en su álbum Ghost of Loss, una canción desgarradora e intensa.

Reino Unido
- La banda inglesa Bastille posee el EP «Laura Palmer» creado en 2011.

Rusia
- La banda de metal alternativo ruso Evil Not Alone posee un tema llamado «Who Killed Laura Palmer?».